# İmralı
İmralı – turecka wyspa położona w południowej części Morza Marmara, administracyjnie wchodząca w skład prowincji Bursa. Wyspa ma 8 km długości w osi północ-południe, do 3 km szerokości, a najwyższy jej szczyt, Türk Tepesi (dosł. Tureckie Wzgórze) wznosi się na 217 metrów ponad poziom morza. Obecnie wyspa pełni funkcję maksymalnie bezpiecznego więzienia dla jednego więźnia – Abdullaha Öcalana, lidera Partii Pracujących Kurdystanu.
Nazwa wyspy upamiętnia jej osmańskiego zdobywcę, znanego jako Emir Ali. Do czasu wojny grecko-tureckiej (1919–1922) na wyspie istniały greckie wioski, których mieszkańcy zajmowali się głównie uprawą winorośli, produkcją wina, jedwabiu i rybołówstwem. Z greckich mieszkańców İmralı znany stał się poeta i tłumacz literatury greckiej na język angielski, Kimon Friar, który wyemigrował do USA.
Po wymianie ludności między Grecją a Turcją wyspa pozostawała bezludna do 1935, kiedy to wzniesiono na niej półotwarte więzienie. Więźniom pozwalano zarabiać pracą na roli i w rybołówstwie. Po osadzeniu na İmralı Abdullaha Öcalana w 1999, pozostałych więźniów przeniesiono do innych więzień i podwyższono kategorię bezpieczeństwa więzienia na wyspie.
Na İmralı znajduje się także baza wojskowa. Całe terytorium wyspy objęte jest zakazem wstępu.
Na wyspie więzieni byli między innymi premier Turcji Adnan Menderes, minister spraw zagranicznych Fatin Rüştü Zorlu i minister finansów Hasan Polatkan.